# Gottfried von Cramm
Gottfried Alexander Maximilian Walter Kurt Freiherr von Cramm, nemški tenisač, * 7. julij 1909, Nettlingen, Nemčija, † 8. november 1976, Kairo, Egipt.
Gottfried von Cramm se je v posamični konkurenci sedemkrat uvrstil v finala turnirjev za Grand Slam, na katerih je dosegel dve zmagi na turnirju za Amatersko prvenstvo Francije v letih 1934 in 1936. V finalu je zaigral še na turnirjih za Prvenstvo Anglije v letih 1935, 1936 in 1937, Nacionalno prvenstvo ZDA leta 1937 ter Amatersko prvenstvo Francije leta 1935. Štirikrat se je v finalih pomeril s Fredom Perryjem in ga premagal enkrat. Na turnirjih za Prvenstvo Avstralije se je najdlje uvrstil v polfinale leta 1938. V konkurenci moških dvojic je s Hennerjem Henklom po enkrat osvojil Amatersko prvenstvo Francije in Nacionalno prvenstvo ZDA, na turnirjih za Prvenstvo Anglije pa je zaigral v finalu. Prvenstvo Anglije je osvojil tudi v konkurenci mešanih dvojic leta 1933. Leta 1977 je bil posmrtno sprejet v Mednarodni teniški hram slavnih, leto dni po smrti v prometni nesreči v Kairu.

## Finali Grand Slamov

### Posamično (7)

#### Zmage (2)
| Leto | Turnir                           | Nasprotnik v finalu | Rezultat finala         |
| 1934 | Amatersko prvenstvo Francije     | Jack Crawford       | 6–4, 7–9, 3–6, 7–5, 6–3 |
| 1936 | Amatersko prvenstvo Francije (2) | Fred Perry          | 6–0, 2–6, 6–2, 2–6, 6–0 |

#### Porazi (5)
| Leto | Turnir                       | Nasprotnik v finalu | Rezultat finala         |
| 1935 | Amatersko prvenstvo Francije | Fred Perry          | 6–3, 3–6, 6–1, 6–3      |
| 1935 | Prvenstvo Anglije            | Fred Perry          | 6–2, 6–4, 6–4           |
| 1936 | Prvenstvo Anglije (2)        | Fred Perry          | 6–1, 6–1, 6–0           |
| 1937 | Prvenstvo Anglije (3)        | Don Budge           | 6–3, 6–4, 6–2           |
| 1937 | Nacionalno prvenstvo ZDA     | Don Budge           | 6–1, 7–9, 6–1, 3–6, 6–1 |

### Moške dvojice (3)

#### Zmage (2)
| Leto | Turnir                       | Partner       | Nasprotnika v finalu            | Rezultat finala    |
| 1937 | Amatersko prvenstvo Francije | Henner Henkel | Vernon Kirby Norman Farquharson | 6–4, 7–5, 3–6, 6–1 |
| 1937 | Nacionalno prvenstvo ZDA     | Henner Henkel | Don Budge Gene Mako             | 6–4, 7–5, 6–4      |

#### Porazi (1)
| Leto | Turnir               | Partner       | Nasprotnika v finalu       | Rezultat finala |
| 1938 | Prvenstvo Avstralije | Henner Henkel | John Bromwich Adrian Quist | 5–7, 4–6, 0–6   |